# Raquel Pankowsky
Raquel Pankowsky (Mexikóváros, 1952. november 13. – 2022. március 28.) mexikói színésznő.

## Élete és pályafutása
1952. november 13-án született Mexikóvárosban. 
Karrierjét 1978-ban kezdte. Több telenovellában szerepelt. 1997-ben Juanát alakította az Esmeralda című telenovellában. 2012-ben megkapta Coca Obregón szerepét a Cachito de cielo című sorozatban.

## Filmográfia

### Telenovellák
- Qué pobres tan ricos (2013-2014) – Isela Blanco viuda de Fontanet y viuda de Salvatierra
- Maricruz (Corazón indomable) (2013) – Cira (Magyar hang: Szórádi Erika)
- Miss XV (2012) – Griselda
- Cachito de cielo (2012) – Socorro 'Coca' Obregón
- Para volver a amar (2010-2011) – Sra. de Pimentel
- Zacatillo, un lugar en tu corazón (2010) – Sonia
- Un gancho al corazón (2008-2009) – Bernarda
- Kedves ellenség (Querida enemiga) (2008) – Clara (Magyar hang: Kökényessy Ági)
- Alegrijes y rebujos (2004) – Consuelo Márquez
- El juego de la vida (2001-2002) – Bertha De la Mora
- Carita de ángel (2001) – Honoria
- La casa en la playa (2000)
- El precio de tu amor (2000) – Meche
- Szeretni bolondulásig (Por tu amor) (1999) – Dra. Obregón (Magyar hang: Némedi Mari)
- Camila (1998) – Gloria (Magyar hang: Tóth Judit)
- Esmeralda (1997) – Juana (Magyar hang: Illyés Mari)
- La sombra del otro (1996)
- Caminos cruzados (1994) – Inés
- Ángeles sin Paraíso (1992) – Brígida
- Carrusel de las Américas (1992) – Maestra Matilde Mateuche
- Al filo de la muerte (1991) – Adela
- Cadenas de amargura (1991) – Inés Blancarte
- Carrusel (1989) – Maestra Matilde Mateuche
- Rosa salvaje (1987) – La Tacones
- Victoria (1987) – Hortensia
- Juegos del destino (1981) – Teresa

### Sorozatok
- Como dice el dicho (2013)
- Mujeres asesinas (1 epizód 2009) – Elena 'Nena' Quiroz Montalbo
- Los simuladores (2009)
- Hermanos y detectives (mexikói televíziós sorozat) (2009)
- La rosa de Guadalupe (2008) – Clotilde
- Vecinos (2007) – Tía Maty
- Una familia de diez (2007) – Conchita
- La familia P. Luche (2007) – Directora
- El privilegio de mandar (2005-2006) – Martha Según
- Incógnito (2005) – Martha Según
- Desde Gayola (2002) – Martha Según
- Mujer, casos de la vida real (13 epizód 1994-2003)

### Filmek
- No eres tú, soy yo (2010)
- Morirse está en hebreo (2007) – Esther
- Así del principio (2006) – Raquel
- Tu historia de amor (2004) – Ana
- La plaza de Puerto Santo (1978) – Carmona lánya
- El mexicano feo (1974)
- Las psiquiatras ardientes (1988)
- Señoritas a disgusto (1989) – Rosita Rivero
- Imagen de muerte (1990)
- El jugador (1991) – Juanita